# Charles Marie de La Condamine
Charles Marie de La Condamine (Párizs, 1701. január 28. – Párizs, 1774. február 4.) francia természettudós, matematikus, geográfus. Tíz évet töltött Dél-Amerikában az egyenlítői fok hosszának mérésével. Közben elkészítette az Amazonas vidék első térképét, több növényfajt írt le, megismertette Európával a nyílméregként használt kurárét, a maláriát gyógyító kinint és a kaucsukot illetve a gumit. Botanikai szakmunkákban nevének rövidítése: „Cond.”.

## Élete
Iskoláit a XVI. Lajos francia királyról elnevezett kollégiumban végezte, majd mint katona harcolt Spanyolországban (1719). Párizsba való visszatérése után bekapcsolódott a tudományos életbe. 1730-ban a Francia Természettudományi Akadémia tagja lett, majd állást kapott az Akadémia kémiai intézetében. A következő évben részt vett egy öt hónapos kiküldetésben Konstantinápolyban.

## Az egyenlítői meridián
Az eközben végzett kutatásairól írt és néhány más munkája nyomán kapott helyet 1735-ben abban az expedícióban, amit a Francia Természettudományi Akadémia (L'Academie Royale de Sciences) az akkor spanyol gyarmati igazgatás alatt álló Peruhoz tartozó Quitóba (ma Ecuador) delegált abból a célból, hogy az Egyenlítő környezetében meghatározzák egy földrajzi fok valódi hosszát a Föld felszínén. A mérés célja az volt, hogy a korábban a Lappföldön elvégzett hasonló méréssel összehasonlítva igazolják (vagy cáfolják) Isaac Newton elméletét, miszerint a Föld alakja nem gömb, hanem a sarkoknál belapult, forgási ellipszoidhoz hasonló geoid.
Az expedíció két másik tagjával, Louis Godinnel és Pierre Bouguerrel quitói bázisukról indulva az Andok csúcsain jelölték ki a háromszögelési pontokat és ezeken végezték el a szögméréseket. A munka mintegy 5 évig tartott, amit az akkor még alig ismert hegymászó felszerelések hiánya és a magashegyi zord időjárás miatti rossz látási viszonyok magyaráznak. Az expedíció fő céljának eredményét Pierre Bouguer neve alatt publikálták Párizsban 1749-ben: La figure de la terre: déterminée par les observations de messieurs címmel.
A mérések igazolták a newtoni becslést, amit azóta korszerűbb eszközökkel többen is megerősítettek. Magyar szempontból különösen értékes eredménynek számít Izsák Imre munkája, aki a műholdak pályaadatainak feldolgozásával, újszerű eljárással meghatározta, hogy a Föld nemcsak a sarkoknál lapult (azaz a meridiánok nem körök), hanem az Egyenlítő sem pontosan kör alakú. Más szóval a Föld nem szabályos geometriai forgástest.

## Egyéb tudományos kutatásai
Az expedíció tagjainak viszonya nem volt felhőtlen, annak ellenére, hogy a kitűzött célt (bár a tervezettnél lényegesen hosszabb idő alatt) elérték. La Condamine egy időre elszakadt társaitól és saját költségén szervezett expedícióban végzett sikeres kutatásokat az Amazonas vidékén. E téren gyűjtött megfigyeléseit Párizsba való visszatértével (1744) publikálta. Közülük egyik legjelentősebb, hogy az Európában már ismert és a malária gyógyítására több-kevesebb sikerrel alkalmazott kinin fajtáját specifikálta: a bennszülöttektől megtudva, hogy csak a kína-fa egyik fajtája tartalmaz elegendő koncentrációjú gyógyító vegyületet. Ugyancsak La Condamine ismertette meg Európát a kecsua indiánok által rendszeresen szüretelt és eszközök (pl. csizma, hordtáska stb.) készítésére használt gumival.
Tőle származik a helybéliek híres-hírhedt nyílmérgének, a kurárénak az első leírása is. Bár nem volt botanikus, több növényfajt azonosított, ezeknek a rendszertani elnevezésében a Cond. rövidítés utal erre. Hasonlóképpen őrzi nevét a korábban juhbélből készült óvszereket felváltó gumi-kondom (condom).
Elsők között volt, akik szorgalmazták az egész világon egységes mértékrendszer bevezetését. Erre vonatkozó javaslatait később a méterrendszer bevezetésekor alkalmazták.

## Fontosabb munkái

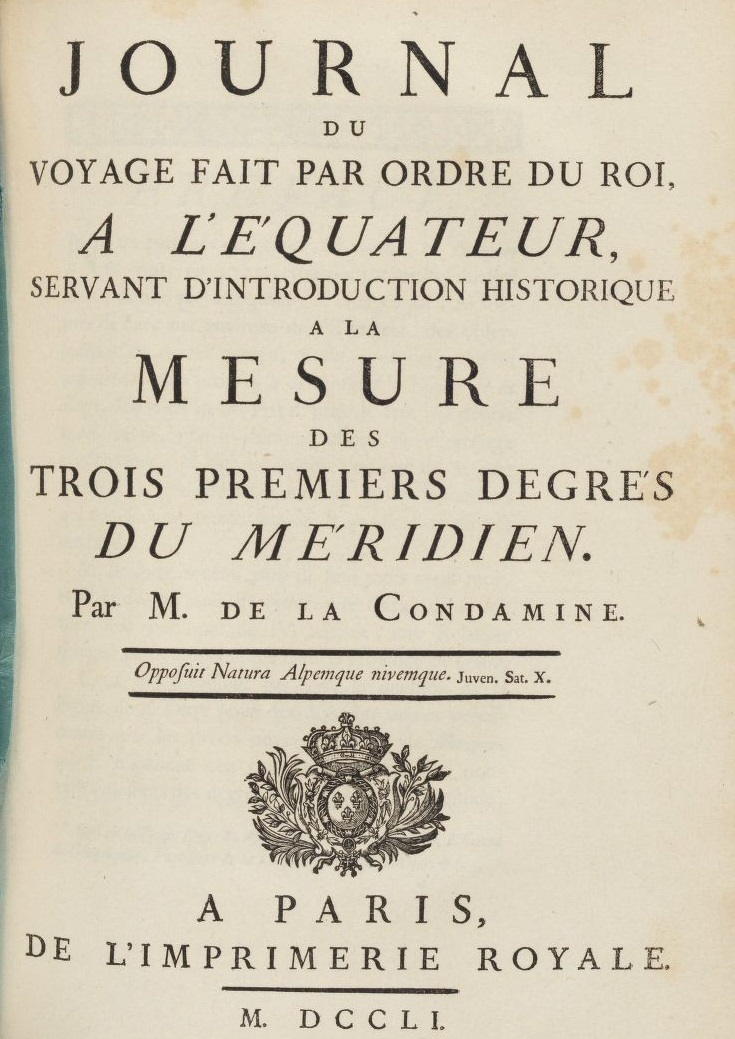
Journal du voyage fait par ordre du roi, a l’équateur, 1751

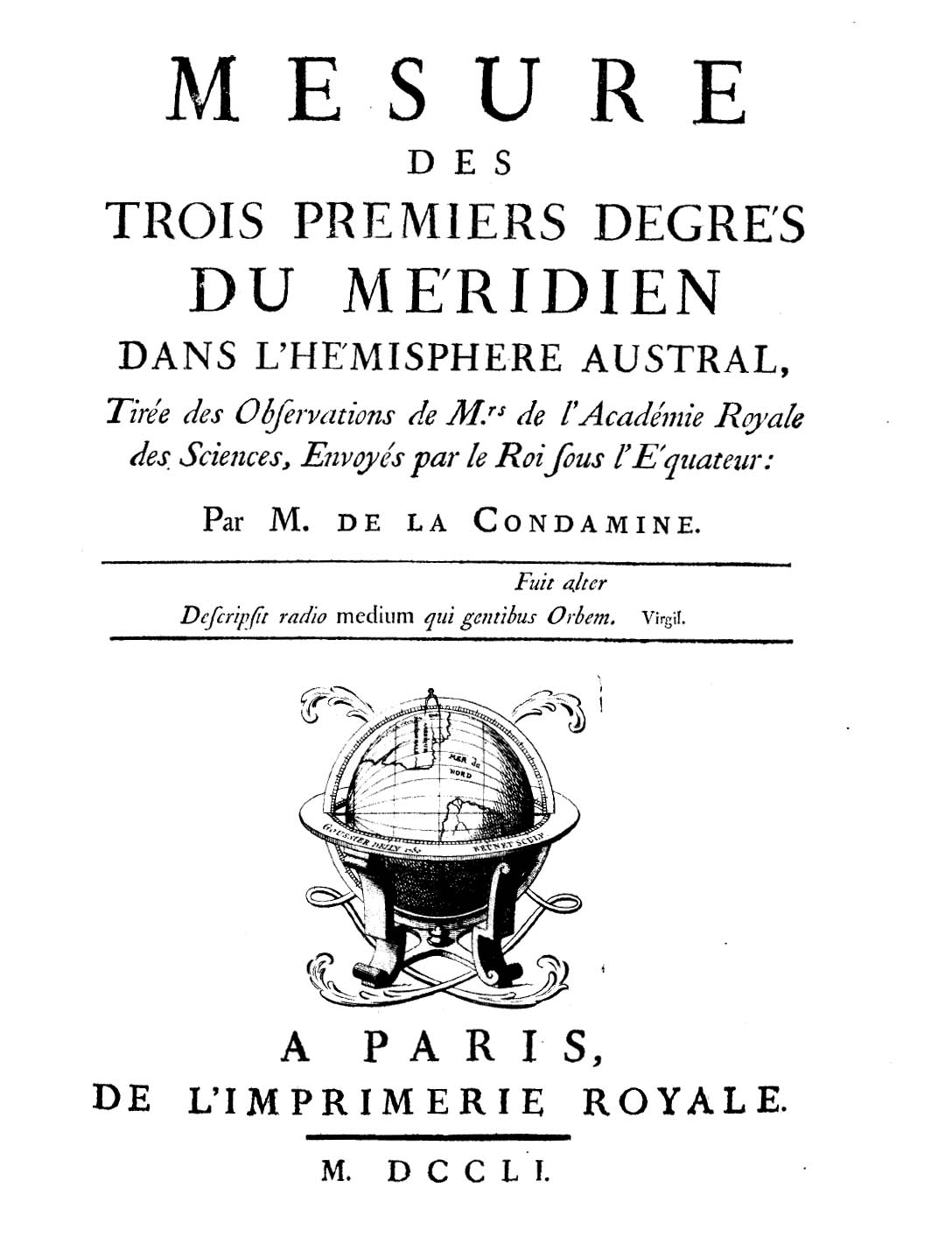
Mesure des trois premiers degrés du méridien dans l'hémisphere austral, 1751

- Relation abrégé d'un voyage fait dans l'intérieur de l'Amérique méridionale depuis la côte de la mer du Sud jusqu'aux côtes du Brésil et de la Guyane, en descendant la rivière des Amazones, lue à l'assemblée publique de l'Académie des sciences, le 28 avril 1745, 1745
- La Figure de la terre, déterminée par les observations de M. Bouguer et de La Condamine, envoyés par ordre du Roy au Pérou pour observer aux environs de l'Équateur, avec une Relation abrégée de ce voyage qui contient la description du pays dans lequel les opérations ont été faites, par M. Bouguer. 1749
- Journal du voyage fait à l'Equateur servant d'introduction historique à la Mesure des trois premiers degrés du Méridien, 1751
- Mesure des trois premiers degrés du méridien dans l'hémisphère austral, tirée des observations de MM. de l'Académie royale des sciences envoyés par le roi sous l'Équateur, 1751
- Histoire d'une jeune fille sauvage trouvée dans les bois à l'âge de dix ans. Atribuido a La Condamine, 1755
- Histoire de l'inoculation de la petite vérole, ou Recueil de mémoires, lettres, extraits et autres écrits sur la petite vérole artificielle,. 1773

## Fordítás
- Ez a szócikk részben vagy egészben  a   Charles Marie de la Condamine című spanyol Wikipédia-szócikk ezen változatának fordításán alapul.  Az eredeti cikk szerkesztőit annak laptörténete sorolja fel. Ez a jelzés csupán a megfogalmazás eredetét és a szerzői jogokat jelzi, nem szolgál a cikkben szereplő információk forrásmegjelöléseként.